# Nasir Adderley
Pour les articles homonymes, voir Adderley (homonymie).
(en) Statistiques sur pro-football-reference
Nasir Adderley, né le 31 mai 1997 à Philadelphie en Pennsylvanie, est un joueur professionnel américain de football américain qui a joué pendant quatre saisons (2019-2022) au poste de safety dans la National Football League (NFL) pour la franchise des Chargers de Los Angeles avant de prendre sa retraite de la NFL.

## Biographie
Après avoir étudié au Great Valley High School (en) de Malvern en Pennsylvanie, Adderley intègre l'université du Delaware où il joue pendant quatre saisons au niveau universitaire pour les Fightin' Blue Hens au sein de la NCAA Division I FCS.
Il est ensuite sélectionné en 60e choix global lors du deuxième tour de la draft 2019 de la NFL par la franchise des Chargers de Los Angeles.
Adderley participe aux quatre premiers matchs de la saison 2019 avant qu'une blessure au bras ne s'aggrave et le tienne éloigné du terrain pendant trois matchs. Il est ensuite placé sur la liste des réservistes blessés le 26 octobre 2019.
Il prend une place plus importante dans l'équipe durant ses deuxième et troisième saisons avec les Chargers bien qu'il ne réussisse qu'une seule interception durant cette période soit lors du match de la 5e semaine de la saison 2020 contre les Saints à l'occasion du Monday Night Football. Au début de la saison 2022, Adderley est pressenti pour prendre un poste central dans la défense des Chargers à la suite de la blessure de Derwin James,.
Il décide de prendre sa retraite de la NFL après la saison 2022 pour raisons personnelles.

## Statistiques
| Taille               | Poids          | Bras          | Main         | Sprint   | Sprint   | Sprint   | Shuttle 20 yards | 3 cones drill | Détente       | Détente              | Développé couché | Test Wonderlic |
| Taille               | Poids          | Bras          | Main         | 40 yards | 10 yards | 20 yards | Shuttle 20 yards | 3 cones drill | verticale     | horizontale          | Développé couché | Test Wonderlic |
| 1,82 m (5 ft 11¾ in) | 93 kg (206 lb) | 79 cm (31 in) | 23 cm (9 in) | 4,54 s   | 1,61 s   | 2,71 s   | -                | -             | 97 cm (38 in) | 3,28 cm (10 ft 9 in) | 19 reps          | -              |

| Année      | Équipe                  | MJ |       | Plaquages | Plaquages | Plaquages | Plaquages |       | Interceptions | Interceptions | Interceptions | Interceptions |  | Fumbles | Fumbles |
| Année      | Équipe                  | MJ | Total | Seul      | Ast.      | Sacks     | Nb.       | Yards | Déf.          | TD            | Nb.           | Rec.          |  |         |         |
| 2019       | Chargers de Los Angeles | 4  | 2     | 2         | 0         | 0,0       | -         | -     | -             | -             | 0             | 0             |  |         |         |
| 2020       | Chargers de Los Angeles | 15 | 69    | 58        | 11        | 0,0       | 1         | 39    | 3             | 0             | 0             | 1             |  |         |         |
| 2021       | Chargers de Los Angeles | 15 | 99    | 69        | 30        | 0,5       | 0         | 0     | 5             | 0             | 1             | 1             |  |         |         |
| 2022       | Chargers de Los Angeles | 16 | 62    | 39        | 23        | 0,0       | 2         | 30    | 4             | 0             | 1             | 0             |  |         |         |
| Totaux NFL | Totaux NFL              | 50 | 232   | 168       | 64        | 0,5       | 3         | 69    | 12            | 0             | 2             | 2             |  |         |         |

| Année | Équipe                  | MJ |       | Plaquages | Plaquages | Plaquages | Plaquages |       | Interceptions | Interceptions | Interceptions | Interceptions |  | Fumbles | Fumbles |
| Année | Équipe                  | MJ | Total | Seul      | Ast.      | Sacks     | Nb.       | Yards | Déf.          | TD            | Nb.           | Rec.          |  |         |         |
| 2022  | Chargers de Los Angeles | 1  | -     | -         | -         | -         | -         | -     | -             | -             | -             | -             |  |         |         |

## Vie privée
Son troisième cousin, Herb Adderley, a joué au poste de cornerback pour les Packers et fut intronisé au Pro Football Hall of Fame,,.